# Friederike Adelung
Friederike Adelung (* 2. November 1783 in Stettin; † nach 1817) war eine deutsche Schriftstellerin und Erzieherin.

## Leben
Friederike Adelung wurde als jüngste Tochter des Justizrats Adelung in Stettin geboren. Sie erhielt eine für Mädchen sehr gute Ausbildung und war bereits im Kindesalter eine gute Briefautorin. In jungen Jahren freundete sie sich mit Luise von Rohr, spätere verh. von Haugwitz an, die als Schriftstellerin unter dem Pseudonym Arminia bekannt wurde. Luise von Haugwitz verfasste auf der Grundlage des gemeinsamen Briefwechsels 1804 den Roman „Nanny und Adelinde, oder die Macht der Sympathie“, der von der Kritik positiv aufgenommen wurde. Adelinde stellte dabei Friederike Adelung dar.
Im Jahr 1805 verließ Friederike Adelung Stettin und ging zur Pflege ihres Onkels Johann Christoph Adelung nach Dresden. Der angesehene Hofbibliothekar verstarb jedoch bereits ein Jahr später. Friederike Adelung blieb in Dresden bei ihrer verheirateten Schwester und beendete 1810 ihren Roman „Emma, oder Liebe und Täuschung“, den sie unter dem Pseudonym Klara herausgab. Der Roman wurde von der Kritik zwiespältig aufgenommen, die Jenaische Allgemeine Literatur-Zeitung befand, dass Klara bey jeder anderen Beschäftigung für sich selbst und ihre ländlichen Freundinnen besser gesorgt hätte.
Friederike Adelung kehrte später nach Stettin zurück, wo kurz hintereinander ihre Mutter und ihr Vater verstarben. Nach einem erneuten kurzen Aufenthalt in Dresden ging sie 1817 nach Posen, wo sie als Erzieherin in einer deutschen Familie tätig war. Ein weiterer Roman blieb unvollendet.

## Werke
- Nanny und Adelinde, oder die Macht der Sympathie. (Mit Luise Haugwitz) Korn, Breslau/Leipzig 1808. (Digitalisat)
- Emma, oder Liebe und Täuschung. Von Klara. Korn, Breslau 1810. (Digitalisat)